# آمين (تشينغ)
آمين (بالصينية: 阿敏، ولد في سنة 1585 ومات في 28 ديسمبر 1640) هو نبيل من المانشو وقائدٌ عسكري وسياسي في السنوات الأولى من عهد سلالة تشينغ. والده هو شورهاجي الأخ الأصغر للإمبراطور نورهس من عشيرة آيشن جيولو.